# نيابرازين
نيابرازين هو دواء مسكن ومنوم من مجموعة فينيل ببرازين، وقد تم إستخدامه في علاج إضطرابات النوم منذ أوائل 1970م في عدة دول أوروبية منها فرنسا وإيطاليا ولوكسمبرج، ويستخدم نيابرازين عادةً مع الأطفال والمراهقين لأنه آمن ولا يسبب أضرار ومناسب في درجة تحمله.
ويُعتقد أن العمل الأساسي لنيابرازين هو أنه مضاد للهستامين ومضاد للكولين، تم اكتشاف مؤخراً أن نيابرازين له قدرة منخفضة وتكاد تكون منعدمة على الارتباط بمستقبلات الهيستامين (H1) والمستقبلات المسكرينية (Ki => 1 μM)، ووجدوا أيضاً أنه بدلاً من ذلك يعمل كخصم قوي وانتقائي لمستقبلات (5-HT2A) والمسنقبلات الأدرينالية ألفا-1 (Ki = 75 nM and 86 nM)، كما يمتلك نيابرازين قابلية منخفضة أو شبه منعدمة للارتباط بمستقبلات (5-HT1A) و(5-HT2B) وD2 وومستقبلات بيتا الأدرينالية وكذلك ناقلات السيرتونين ولكن قابليته للارتباط بالمستقبلات الأدرينالية ألفا-2 جيدة ويعمل كخصم قوي لها أيضاً.
وقد تبين أنه يتم أيض نيابرازين ليتحول إلى بارافلوروفينيل بيبرازين بنفس الطريقة التي يتم بها أيض تيرازودون ونيفازودون إلى ميتاكلوروفينيل بيبرازين، ومازال مجهول حتى الآن الدور الذي يلعبه بارافلوروفينيل بيبرازين في التأثير الطبي لنيابرازين، ومع ذلك فقد حصلنا على بعض النتائج من الدراسات التي أجريت على الحيوانات والتي تفيد أن بارافلوروفينيل بيبرازين ليس له آثار مسكنة على عكس نيابرازين، وبدلاً من ذلك فإنه يعمل على تنشيط السيرتونين.